# Coppa Italia 1983/84
Die Coppa Italia 1983/84, den Fußball-Pokalwettbewerb für Vereinsmannschaften in Italien der Saison 1983/84, gewann die AS Rom. Die Roma traf im Finale auf Hellas Verona und konnte die Coppa Italia zum fünften Mal gewinnen. Mit 1:1 und 1:0 setzte sich die Mannschaft von Trainer Nils Liedholm durch. Man wurde Nachfolger von Juventus Turin, das sich im Vorjahr gegen den gleichen Gegner durchgesetzt hatte, diesmal allerdings bereits im Achtelfinale scheiterte.
Als italienischer Pokalsieger 1983/84 qualifizierte sich die AS Rom für den Europapokal der Pokalsieger des folgenden Jahres, wo man im Viertelfinale am deutschen Vertreter FC Bayern München scheiterte.

## Gruppenphase

### Gruppe 1
| Pl. | Verein          | Sp. | S | U | N | Tore    | Diff. | Punkte |
| --- | --------------- | --- | - | - | - | ------- | ----- | ------ |
| 1.  | Sampdoria Genua | 5   | 3 | 1 | 1 | 008:300 | +5    | 07     |
| 2.  | US Triestina    | 5   | 3 | 1 | 1 | 007:300 | +4    | 07     |
| 3.  | US Cremonese    | 5   | 3 | 1 | 1 | 009:700 | +2    | 07     |
| 4.  | AC Pistoiese    | 5   | 2 | 1 | 2 | 008:600 | +2    | 05     |
| 5.  | SC Pisa         | 5   | 1 | 0 | 4 | 006:120 | −6    | 02     |
| 6.  | Calcio Campania | 5   | 0 | 2 | 3 | 003:100 | −7    | 02     |

| 1. Spieltag      |     |                 |
| Calcio Campania  | 1:3 | Sampdoria Genua |
| AC Pistoiese     | 2:0 | US Cremonese    |
| US Triestina     | 3:1 | SC Pisa         |
| 2. Spieltag      |     |                 |
| US Cremonese     | 2:1 | US Triestina    |
| SC Pisa          | 3:0 | Calcio Campania |
| Sampdoria Genua  | 4:1 | AC Pistoiese    |
| 3. Spieltag      |     |                 |
| Calcio Campania  | 0:0 | AC Pistoiese    |
| SC Pisa          | 2:3 | US Cremonese    |
| US Triestina     | 1:0 | Sampdoria Genua |
| 4. Spieltag      |     |                 |
| Calcio Campaniao | 0:0 | US Triestina    |
| US Cremonese     | 0:0 | Sampdoria Genua |
| AC Pistoiese     | 5:0 | SC Pisa         |
| 5. Spieltag      |     |                 |
| US Cremonese     | 4:2 | Calcio Campania |
| Sampdoria Genua  | 1:0 | SC Pisa         |
| US Triestina     | 2:0 | AC Pistoiese    |

### Gruppe 2
| Pl. | Verein         | Sp. | S | U | N | Tore    | Diff. | Punkte |
| --- | -------------- | --- | - | - | - | ------- | ----- | ------ |
| 1.  | Juventus Turin | 5   | 2 | 2 | 1 | 007:500 | +2    | 06     |
| 2.  | AS Bari        | 5   | 1 | 4 | 0 | 003:200 | +1    | 06     |
| 3.  | Lazio Rom      | 5   | 1 | 3 | 1 | 003:200 | +1    | 05     |
| 4.  | US Catanzaro   | 5   | 1 | 3 | 1 | 002:100 | +1    | 05     |
| 5.  | AC Perugia     | 5   | 1 | 3 | 1 | 002:300 | −1    | 05     |
| 6.  | AS Taranto     | 5   | 1 | 1 | 3 | 003:700 | −4    | 03     |

| 1. Spieltag    |     |                |
| US Catanzaro   | 0:0 | Lazio Rom      |
| AC Perugia     | 1:0 | Juventus Turin |
| AS Taranto     | 0:1 | AS Bari        |
| 2. Spieltag    |     |                |
| AS Bari        | 2:2 | Juventus Turin |
| US Catanzaro   | 2:0 | AS Taranto     |
| Lazio Rom      | 2:0 | AC Perugia     |
| 3. Spieltag    |     |                |
| Juventus Turin | 1:0 | US Catanzaro   |
| AC Perugia     | 0:0 | AS Bari        |
| AS Taranto     | 1:0 | Lazio Rom      |
| 4. Spieltag    |     |                |
| AS Bari        | 0:0 | Lazio Rom      |
| US Catanzaro   | 0:0 | AC Perugia     |
| Juventus Turin | 3:1 | AS Taranto     |
| 5. Spieltag    |     |                |
| AS Bari        | 0:0 | US Catanzaro   |
| Lazio Rom      | 1:1 | Juventus Turin |
| AS Taranto     | 1:1 | AC Perugia     |

### Gruppe 3
| Pl. | Verein         | Sp. | S | U | N | Tore    | Diff. | Punkte |
| --- | -------------- | --- | - | - | - | ------- | ----- | ------ |
| 1.  | Udinese Calcio | 5   | 3 | 2 | 0 | 009:500 | +4    | 08     |
| 2.  | FC Varese      | 5   | 1 | 4 | 0 | 003:200 | +1    | 06     |
| 3.  | FC Bologna     | 5   | 1 | 3 | 1 | 004:400 | ±0    | 05     |
| 4.  | SS Cavese      | 5   | 1 | 3 | 1 | 006:700 | −1    | 05     |
| 5.  | SSC Neapel     | 5   | 1 | 2 | 2 | 004:400 | ±0    | 04     |
| 6.  | AS Cosenza     | 5   | 1 | 0 | 4 | 004:800 | −4    | 02     |

| 1. Spieltag    |     |                |
| SS Cavese      | 0:0 | FC Varese      |
| AS Cosenza     | 0:2 | SSC Neapel     |
| Udinese Calcio | 1:1 | FC Bologna     |
| 2. Spieltag    |     |                |
| FC Bologna     | 2:2 | SS Cavese      |
| AS Cosenza     | 1:2 | Udinese Calcio |
| SSC Neapel     | 0:0 | FC Varese      |
| 3. Spieltag    |     |                |
| FC Bologna     | 1:0 | SSC Neapel     |
| Udinese Calcio | 2:0 | SS Cavese      |
| FC Varese      | 1:0 | AS Cosenza     |
| 4. Spieltag    |     |                |
| SS Cavese      | 1:1 | SSC Neapel     |
| AS Cosenza     | 1:0 | FC Bologna     |
| FC Varese      | 2:2 | Udinese Calcio |
| 5. Spieltag    |     |                |
| FC Bologna     | 0:0 | FC Varese      |
| SS Cavese      | 3:2 | AS Cosenza     |
| SSC Neapel     | 1:2 | Udinese Calcio |

### Gruppe 4
| Pl. | Verein                | Sp. | S | U | N | Tore    | Diff. | Punkte |
| --- | --------------------- | --- | - | - | - | ------- | ----- | ------ |
| 1.  | AC Cesena             | 5   | 2 | 3 | 0 | 006:200 | +4    | 07     |
| 2.  | US Avellino           | 5   | 2 | 2 | 1 | 006:500 | +1    | 06     |
| 3.  | Inter Mailand         | 5   | 2 | 1 | 2 | 007:600 | +1    | 05     |
| 4.  | Sambenedettese Calcio | 5   | 1 | 3 | 1 | 004:300 | +1    | 05     |
| 5.  | AC Parma              | 5   | 1 | 3 | 1 | 006:600 | ±0    | 05     |
| 6.  | FC Empoli             | 5   | 1 | 0 | 4 | 002:900 | −7    | 02     |

| 1. Spieltag           |     |                       |
| AC Cesena             | 1:0 | Inter Mailand         |
| FC Empoli             | 0:1 | US Avellino           |
| Sambenedettese Calcio | 1:1 | AC Parma              |
| 2. Spieltag           |     |                       |
| US Avellino           | 0:0 | Sambenedettese Calcio |
| Inter Mailand         | 3:1 | FC Empoli             |
| AC Parma              | 1:1 | AC Cesena             |
| 3. Spieltag           |     |                       |
| AC Cesena             | 3:0 | FC Empoli             |
| AC Parma              | 1:3 | US Avellino           |
| Sambenedettese Calcio | 2:0 | Inter Mailand         |
| 4. Spieltag           |     |                       |
| FC Empoli             | 0:2 | AC Parma              |
| Inter Mailand         | 3:1 | US Avellino           |
| Sambenedettese Calcio | 0:0 | AC Cesena             |
| 5. Spieltag           |     |                       |
| US Avellino           | 1:1 | AC Cesena             |
| FC Empoli             | 1:0 | Sambenedettese Calcio |
| AC Parma              | 1:1 | Inter Mailand         |

### Gruppe 5
| Pl. | Verein           | Sp. | S | U | N | Tore    | Diff. | Punkte |
| --- | ---------------- | --- | - | - | - | ------- | ----- | ------ |
| 1.  | AS Rom           | 5   | 4 | 1 | 0 | 011:400 | +7    | 09     |
| 2.  | AC Mailand       | 5   | 3 | 2 | 0 | 008:200 | +6    | 08     |
| 3.  | AC Rimini        | 5   | 2 | 1 | 2 | 008:800 | ±0    | 05     |
| 4.  | Atalanta Bergamo | 5   | 1 | 2 | 2 | 005:700 | −2    | 04     |
| 5.  | AC Arezzo        | 5   | 0 | 3 | 2 | 002:500 | −3    | 03     |
| 6.  | Calcio Padova    | 5   | 0 | 1 | 4 | 003:110 | −8    | 01     |

| 1. Spieltag      |     |                  |
| AC Arezzo        | 0:0 | AC Mailand       |
| Atalanta Bergamo | 2:0 | Calcio Padova    |
| AC Rimini        | 1:3 | AS Rom           |
| 2. Spieltag      |     |                  |
| AC Arezzo        | 0:1 | AS Rom           |
| Calcio Padova    | 0:2 | AC Mailand       |
| AC Rimini        | 1:1 | Atalanta Bergamo |
| 3. Spieltag      |     |                  |
| AC Mailand       | 3:1 | AC Rimini        |
| Calcio Padova    | 0:0 | AC Arezzo        |
| AS Rom           | 2:0 | Atalanta Bergamo |
| 4. Spieltag      |     |                  |
| Atalanta Bergamo | 0:2 | AC Mailand       |
| AC Rimini        | 2:0 | AC Arezzo        |
| AS Rom           | 4:2 | Calcio Padova    |
| 5. Spieltag      |     |                  |
| AC Arezzo        | 2:2 | Atalanta Bergamo |
| AC Mailand       | 1:1 | AS Rom           |
| Calcio Padova    | 1:3 | AC Rimini        |

### Gruppe 6
| Pl. | Verein            | Sp. | S | U | N | Tore    | Diff. | Punkte |
| --- | ----------------- | --- | - | - | - | ------- | ----- | ------ |
| 1.  | Torino Calcio     | 5   | 3 | 2 | 0 | 012:300 | +9    | 08     |
| 2.  | Lanerossi Vicenza | 5   | 3 | 1 | 1 | 006:600 | ±0    | 07     |
| 3.  | CFC Genua         | 5   | 2 | 2 | 1 | 008:600 | +2    | 06     |
| 4.  | AC Monza Brianza  | 5   | 0 | 5 | 0 | 006:600 | ±0    | 05     |
| 5.  | US Palermo        | 5   | 0 | 2 | 3 | 004:800 | −4    | 02     |
| 6.  | US Foggia         | 5   | 0 | 2 | 3 | 002:900 | −7    | 02     |

| 1. Spieltag       |     |                   |
| US Foggia         | 1:1 | AC Monza Brianza  |
| CFC Genua         | 3:1 | US Palermo        |
| Lanerossi Vicenza | 0:5 | Torino Calcio     |
| 2. Spieltag       |     |                   |
| Lanerossi Vicenza | 3:1 | CFC Genua         |
| AC Monza Brianza  | 1:1 | US Palermo        |
| Torino Calcio     | 3:0 | US Foggia         |
| 3. Spieltag       |     |                   |
| US Foggia         | 0:2 | Lanerossi Vicenza |
| CFC Genua         | 2:2 | AC Monza Brianza  |
| US Palermo        | 1:2 | Torino Calcio     |
| 4. Spieltag       |     |                   |
| US Foggia         | 0:2 | CFC Genua         |
| Lanerossi Vicenza | 1:0 | US Palermo        |
| AC Monza Brianza  | 2:2 | Torino Calcio     |
| 5. Spieltag       |     |                   |
| AC Monza Brianza  | 0:0 | Lanerossi Vicenza |
| US Palermo        | 1:1 | US Foggia         |
| Torino Calcio     | 0:0 | CFC Genua         |

### Gruppe 7
| Pl. | Verein            | Sp. | S | U | N | Tore    | Diff. | Punkte |
| --- | ----------------- | --- | - | - | - | ------- | ----- | ------ |
| 1.  | Hellas Verona     | 5   | 3 | 2 | 0 | 008:200 | +6    | 08     |
| 2.  | AC Reggiana       | 5   | 1 | 4 | 0 | 003:200 | +1    | 06     |
| 3.  | Campobasso Calcio | 5   | 0 | 4 | 1 | 004:500 | −1    | 04     |
| 4.  | Cagliari Calcio   | 5   | 0 | 4 | 1 | 003:400 | −1    | 04     |
| 5.  | Carrarese Calcio  | 5   | 1 | 2 | 2 | 005:700 | −2    | 04     |
| 6.  | Catania Calcio    | 5   | 1 | 2 | 2 | 003:700 | −4    | 04     |

| 1. Spieltag       |     |                   |
| Carrarese Calcio  | 0:0 | Cagliari Calcio   |
| Catania Calcio    | 1:1 | AC Reggiana       |
| Hellas Verona     | 1:0 | Campobasso Calcio |
| 2. Spieltag       |     |                   |
| Campobasso Calcio | 1:1 | Cagliari Calcio   |
| Carrarese Calcio  | 2:0 | Catania Calcio    |
| AC Reggiana       | 0:0 | Hellas Verona     |
| 3. Spieltag       |     |                   |
| Cagliari Calcio   | 0:0 | AC Reggiana       |
| Campobasso Calcio | 2:2 | Carrarese Calcio  |
| Hellas Verona     | 2:0 | Catania Calcio    |
| 4. Spieltag       |     |                   |
| Carrarese Calcio  | 0:3 | Hellas Verona     |
| Catania Calcio    | 1:0 | Cagliari Calcio   |
| AC Reggiana       | 0:0 | Campobasso Calcio |
| 5. Spieltag       |     |                   |
| Cagliari Calcio   | 2:2 | Hellas Verona     |
| Campobasso Calcio | 1:1 | Catania Calcio    |
| AC Reggiana       | 2:1 | Carrarese Calcio  |

### Gruppe 8
| Pl. | Verein         | Sp. | S | U | N | Tore    | Diff. | Punkte |
| --- | -------------- | --- | - | - | - | ------- | ----- | ------ |
| 1.  | Ascoli Calcio  | 5   | 4 | 1 | 0 | 012:500 | +7    | 09     |
| 2.  | AC Florenz     | 5   | 3 | 1 | 1 | 011:500 | +6    | 07     |
| 3.  | FC Como        | 5   | 2 | 1 | 2 | 006:500 | +1    | 05     |
| 4.  | US Lecce       | 5   | 0 | 3 | 2 | 005:900 | −4    | 03     |
| 5.  | US Casertana   | 5   | 1 | 1 | 3 | 004:900 | −5    | 03     |
| 6.  | Pescara Calcio | 5   | 1 | 1 | 3 | 002:700 | −5    | 03     |

| 1. Spieltag    |     |                |
| US Casertana   | 1:1 | US Lecce       |
| FC Como        | 0:1 | Ascoli Calcio  |
| Pescara Calcio | 0:2 | AC Florenz     |
| 2. Spieltag    |     |                |
| Ascoli Calcio  | 3:0 | Pescara Calcio |
| FC Como        | 1:0 | US Casertana   |
| US Lecce       | 1:1 | AC Florenz     |
| 3. Spieltag    |     |                |
| AC Florenz     | 3:0 | US Casertana   |
| US Lecce       | 2:2 | Ascoli Calcio  |
| Pescara Calcio | 0:0 | FC Como        |
| 4. Spieltag    |     |                |
| US Casertana   | 1:3 | Ascoli Calcio  |
| AC Florenz     | 3:1 | FC Como        |
| Pescara Calcio | 1:0 | US Lecce       |
| 5. Spieltag    |     |                |
| Ascoli Calcio  | 3:2 | AC Florenz     |
| US Casertana   | 2:1 | Pescara Calcio |
| FC Como        | 4:1 | US Lecce       |

## Achtelfinale
|                   | Gesamt |                | Hinspiel | Rückspiel |
| ----------------- | ------ | -------------- | -------- | --------- |
| US Avellino       | 1:3    | Hellas Verona  | 1:0      | 0:3 n. V. |
| AC Cesena         | 1:2    | AC Florenz     | 1:1      | 0:1       |
| Juventus Turin    | 3:4    | AS Bari        | 1:2      | 2:2       |
| AS Rom            | 3:0    | AC Reggiana    | 2:0      | 1:0       |
| Sampdoria Genua   | 3:2    | Ascoli Calcio  | 1:0      | 2:2       |
| US Triestina      | 0:2    | Udinese Calcio | 0:0      | 0:2       |
| FC Varese         | 1:3    | Torino Calcio  | 1:0      | 0:3       |
| Lanerossi Vicenza | 1:3    | AC Mailand     | 0:1      | 1:2       |

## Viertelfinale
|                 | Gesamt    |               | Hinspiel | Rückspiel |
| --------------- | --------- | ------------- | -------- | --------- |
| AS Bari         | 4:2       | AC Florenz    | 2:1      | 2:1       |
| AS Rom          | 3:2       | AC Mailand    | 1:1      | 2:1       |
| Sampdoria Genua | (a)1:1(a) | Torino Calcio | 1:1      | 0:0       |
| Udinese Calcio  | (a)2:2(a) | Hellas Verona | 2:1      | 0:1       |

## Halbfinale
|               | Gesamt |               | Hinspiel | Rückspiel |
| ------------- | ------ | ------------- | -------- | --------- |
| AS Bari       | 2:5    | Hellas Verona | 1:2      | 1:3       |
| Torino Calcio | 1:4    | AS Rom        | 1:3      | 0:1       |

## Finale

### Hinspiel
| Hellas Verona                                          | Hellas Verona | AS Rom | AS Rom |
| ------------------------------------------------------ | --- | --- | ------ |
| Hellas Verona                                          | \| Finale \| \| 21. Juni 1984 in Verona (Stadio Marcantonio Bentegodi) \| \| Ergebnis: 1:1 (0:0) \| \| Schiedsrichter: Paolo Casarin \| | \| Finale \| \| 21. Juni 1984 in Verona (Stadio Marcantonio Bentegodi) \| \| Ergebnis: 1:1 (0:0) \| \| Schiedsrichter: Paolo Casarin \|                                                                                          | AS Rom |
| Hellas Verona                                          | Claudio Garella – Armando Ferroni, Luciano Marangon, Silvano Fontolan, Roberto Tricella – Domenico Volpati, Luciano Bruni (88. Joe Jordan), Massimo Storgato, Antonio Di Gennaro – Maurizio Iorio, Giuseppe Galderisi Cheftrainer: Osvaldo Bagnoli | Franco Tancredi – Michele Nappi, Emidio Oddi, Sebastiano Nela, Aldo Maldera – Bruno Conti, Falcão, Toninho Cerezo, Agostino Di Bartolomei – Roberto Pruzzo (88. Odoacre Chierico), Francesco Graziani Cheftrainer: Nils Liedholm | AS Rom |
| Hellas Verona                                          | 1:1 Massimo Storgato (72.) | 0:1 Toninho Cerezo (49.) | AS Rom |
| Finale                                                 | | |        |
| 21. Juni 1984 in Verona (Stadio Marcantonio Bentegodi) | | |        |
| Ergebnis: 1:1 (0:0)                                    | | |        |
| Schiedsrichter: Paolo Casarin                          | | |        |

### Rückspiel
| AS Rom                                 | AS Rom | Hellas Verona | Hellas Verona |
| -------------------------------------- | --- | --- | ------------- |
| AS Rom                                 | \| Finale \| \| 26. Juni 1984 in Rom (Stadio Olimpico) \| \| Ergebnis: 1:0 (1:0) \| \| Schiedsrichter: Paolo Casarin \| | \| Finale \| \| 26. Juni 1984 in Rom (Stadio Olimpico) \| \| Ergebnis: 1:0 (1:0) \| \| Schiedsrichter: Paolo Casarin \| | Hellas Verona |
| AS Rom                                 | Franco Tancredi – Michele Nappi, Agostino Di Bartolomei, Sebastiano Nela, Aldo Maldera – Bruno Conti (18. Mark Tullio Strukelj; 62. Giuseppe Giannini), Falcão, Toninho Cerezo, Odoacre Chierico – Roberto Pruzzo (80. Francesco Vincenzi), Francesco Graziani Cheftrainer: Nils Liedholm | Claudio Garella – Armando Ferroni, Luciano Marangon (54. Luciano Bruni), Silvano Fontolan, Roberto Tricella – Domenico Volpati, Pietro Fanna, Massimo Storgato (83. Mario Guidetti), Antonio Di Gennaro – Maurizio Iorio, Giuseppe Galderisi (70. Joe Jordan) Cheftrainer: Osvaldo Bagnoli | Hellas Verona |
| AS Rom                                 | 1:0 Armando Ferroni (27., Eigentor) | | Hellas Verona |
| Finale                                 | | |               |
| 26. Juni 1984 in Rom (Stadio Olimpico) | | |               |
| Ergebnis: 1:0 (1:0)                    | | |               |
| Schiedsrichter: Paolo Casarin          | | |               |